# Canon EOS 6D
Die Canon EOS 6D ist eine digitale Spiegelreflexkamera des japanischen Herstellers Canon mit Vollformatsensor, die im Januar 2013 in den Markt eingeführt wurde.
Ende Juni 2017 wurde das Nachfolgemodell Canon EOS 6D Mark II vorgestellt.

## Kamera
In der EOS 6D ist ein Prozessor vom Typ DIGIC5+ verbaut. Er ermöglicht eine Serienbildrate von 4,5 Bildern pro Sekunde sowie Videos in einer Auflösung von 1920 × 1080 Pixeln mit bis zu 30 Bildern pro Sekunde. Die 6D war die erste Kamera des Herstellers mit integriertem WLAN- und GPS-Empfänger.

### Firmware
Die Firmware wurde mehrmals aktualisiert; die letzte Aktualisierung erfolgte am 13. November 2019 mit der Firmwareversion 1.1.9.

### GPS-Empfänger und integriertes WLAN
Der integrierte GPS-Empfänger liefert Standortinformationen für Fotos und kann darüber hinaus als GPS-Tracker verwendet werden, da er auch bei ausgeschalteter Kamera aktiv ist. Über die WLAN-Funktion kann eine Kommunikation mit einem PC, Mac, Smartphone, Tablet oder Drucker erfolgen. Dadurch wird das Betrachten, direktes Speichern, Versenden und Ausdrucken aufgenommener Fotos möglich. Mit der Smartphone-App „EOS Remote“ kann die Kamera ferngesteuert werden: Das Smartphone wird zum Kontroll- und Steuerbildschirm oder zum Fernauslöser; Fotos im Speicher der Kamera können ohne händischen Zugriff auf die Kamera mit der App gesichtet und verwaltet werden.

### Varianten
Es gibt zwei Versionen des Gerätes: Die Canon EOS 6D (WG) und die Canon EOS 6D (N). Sie sind erkennbar am Typenschild auf der Unterseite der Kamera. Die EOS 6D (N) weist weder WLAN noch GPS-Empfänger auf und wird in Ländern angeboten, in denen keine allgemeine Betriebserlaubnis zur Verwendung dieser Funkschnittstellen vorliegt. In Deutschland erhält man aufgrund dessen vornehmlich die Variante (WG).

## Bildergalerie

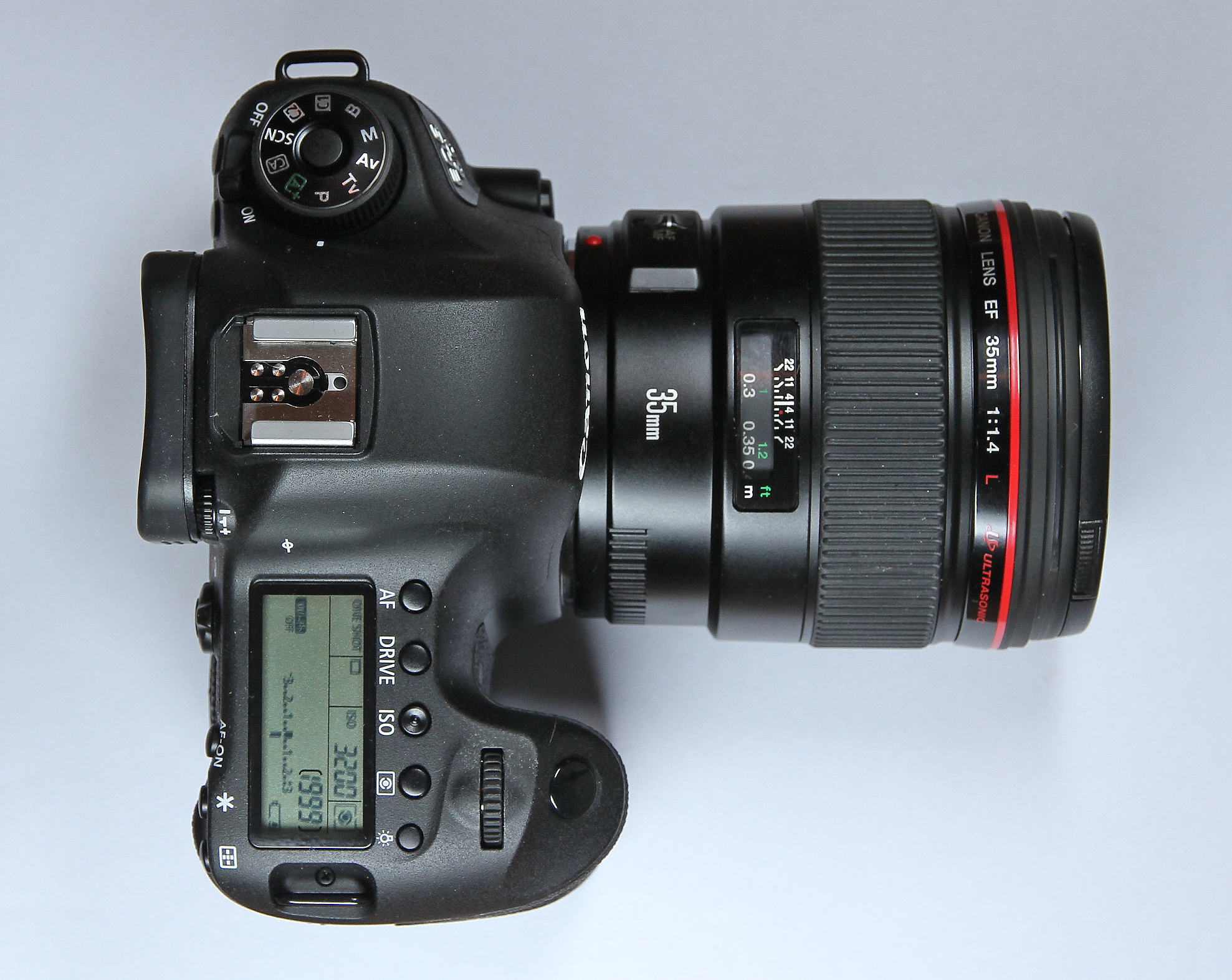
Draufsicht der 6D
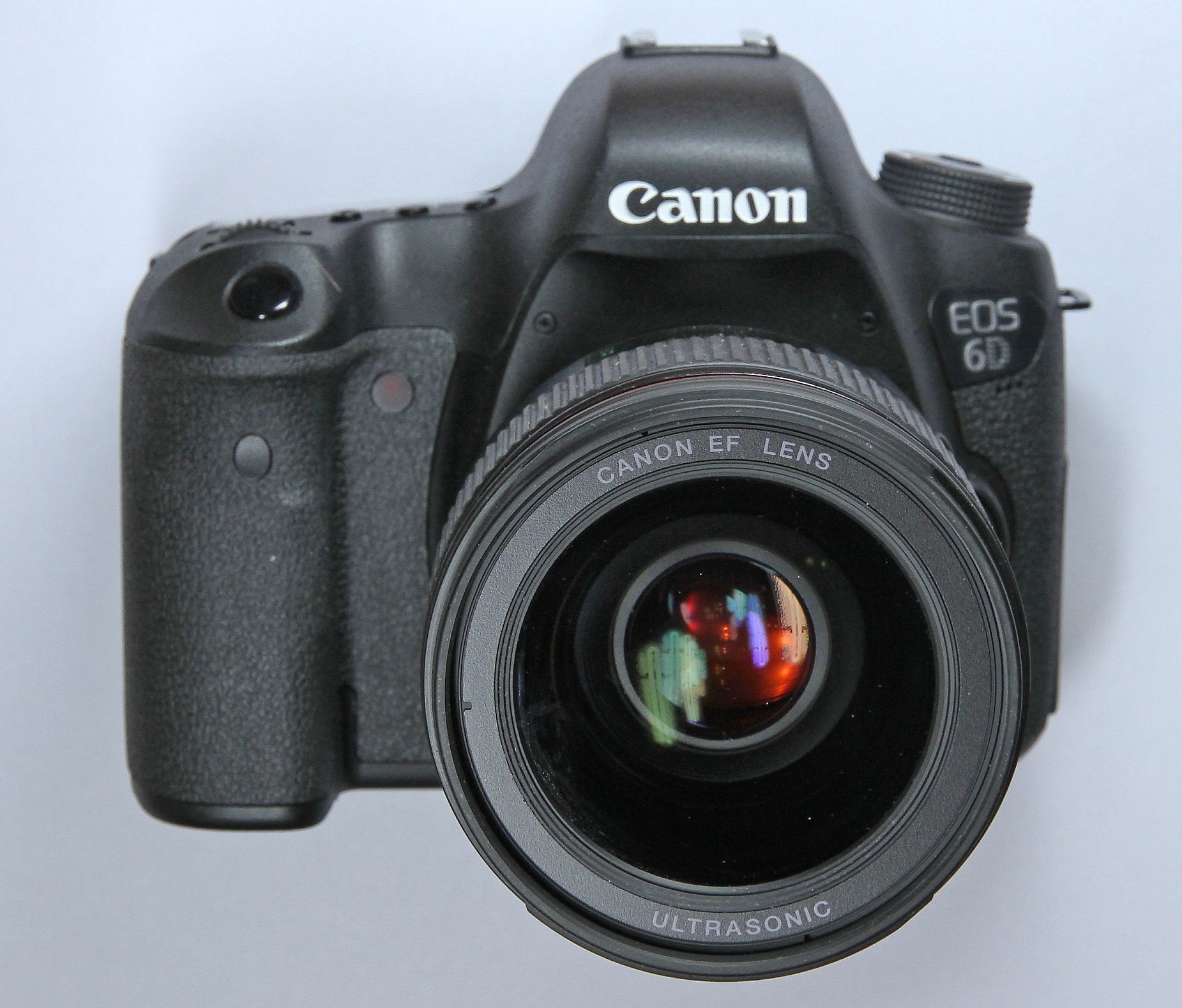
6D mit Objektiv Canon EF 35mm f/1.4L
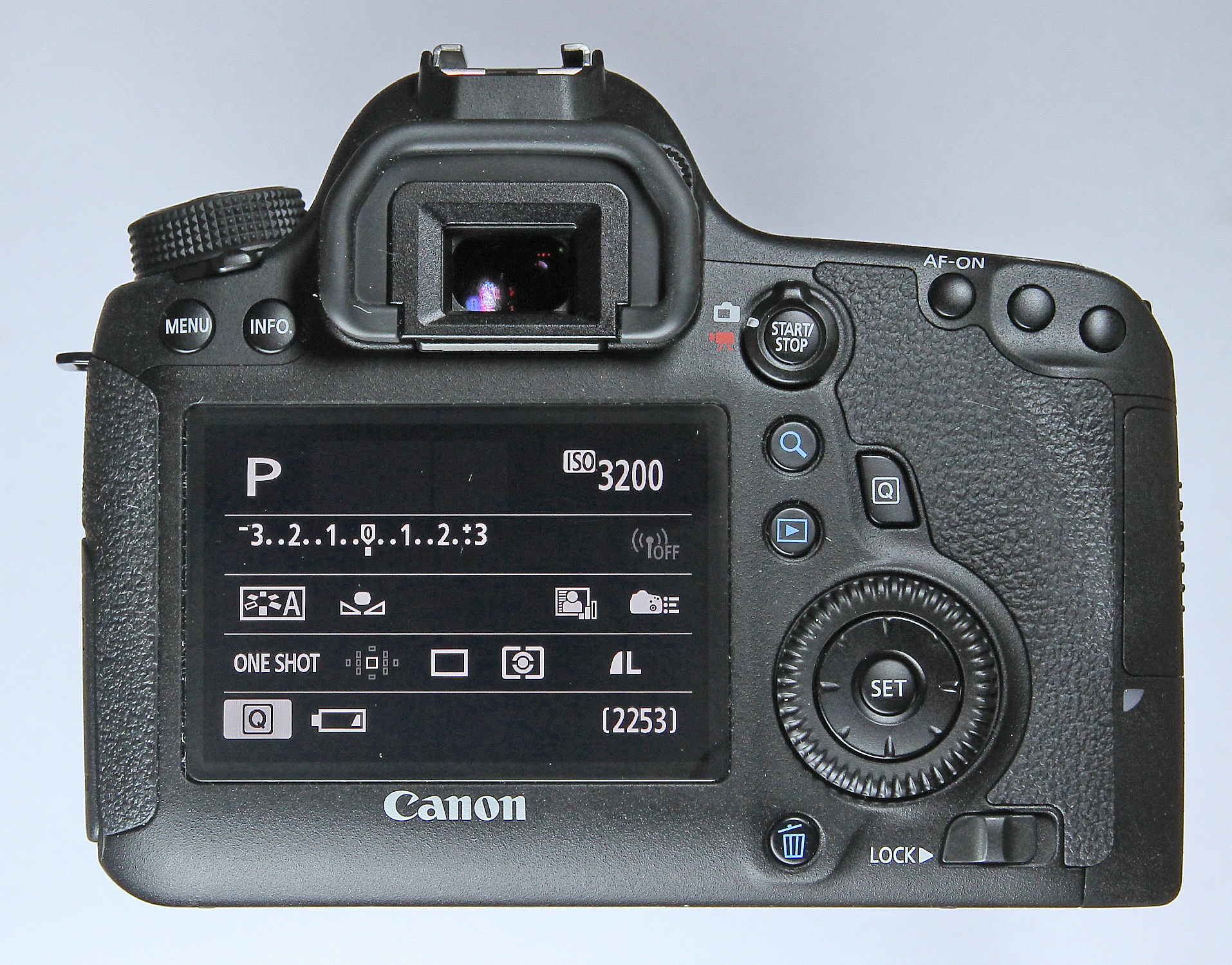
Rückseite der 6D